# Magnus Adolf von Kothen
Magnus Adolf von Kothen, född 28 december 1704, död 9 april 1775, var en svensk friherre och landshövding.
von Kothen blev krigsråd 1747 och utsågs till landshövding i Västerbottens län 1769 vilket han var till sin död. Han upphöjdes till friherre 1771 och blev riddare av Nordstjärneorden 1767.